# SN 2007lf
SN 2007lf – supernowa typu Ia odkryta 3 września 2007 roku w galaktyce A001645+0112. W momencie odkrycia miała maksymalną jasność 20,50m.